# Houghton Bank
Houghton Bank – wieś w Anglii, w hrabstwie ceremonialnym Durham, w dystrykcie (unitary authority) Darlington. Leży 21 km na południe od miasta Durham i 358 km na północ od Londynu.